# Giải phóng (loạt phim)
Giải phóng (tiếng Nga: Освобождение) là một bộ phim lịch sử của Yury Ozerov về chiến tranh Vệ quốc 1941-1945, với bối cảnh chính diễn ra trong khoảng thời gian từ mùa hè năm 1943 đến ngày 9 tháng 5 năm 1945.

## Nội dung
- Vòng cung lửa (Огненная дуга)

Sau khi Liên Xô được cảnh báo về cuộc tấn công sắp xảy ra của quân Đức ở Kursk, họ đã tiến hành một cuộc tấn công bằng pháo phủ đầu, khiến kẻ thù bị trì hoãn. Tiểu đoàn của Trung tá Lukin – do các sĩ quan Tzvetaev, Orlov và Maximov chỉ huy – tham gia trận chiến, cùng với xe tăng của Trung úy Vasiliev.
Tại Trại tập trung Sachsenhausen, Yakov Dzhugashvili từ chối lời đề nghị đổi anh lấy Friedrich Paulus của Andrei Vlasov. Trong khi đó, ở Kursk, quân Đức tiến lên. Maximov chạy trốn, nhưng cuối cùng quay lại và chọn bị bắn khi bị bắt.
Khi nghe về đề xuất của Đức liên quan đến Yakov, Stalin từ chối nó, nói rằng ông ta sẽ không đổi Thống chế lấy một người lính. Quân du kích Nam Tư thoát ra khỏi vòng vây. Cuộc phản công của Liên Xô được phát động ở Kursk. Erich von Manstein tung toàn bộ lực lượng của mình vào một cuộc tấn công cuối cùng, đưa Liên Xô đến gần thất bại. Vatutin kêu gọi gửi lực lượng dự bị chiến lược để đẩy lùi quân Đức.
- Đột phá (Прорыв)

Sau khi quân Đồng minh đổ bộ vào Sicily, Mussolini bị bắt theo lệnh của Nhà vua. Tại Warsaw, Lực lượng Kháng chiến Ba Lan đánh bom một rạp chiếu phim của Đức. Mussolini được giải cứu bởi Otto Skorzeny và lính biệt kích của anh ta.
Hồng quân tiến đến Dnepr. Trung đoàn của Lukin vượt qua nó, có lẽ là đội tiên phong của sư đoàn; họ không hề hay biết, chúng chỉ là một mưu đồ đánh lừa kẻ thù. Trung đoàn bị cắt đứt mà không có quân tiếp viện và bị xóa sổ. Lukin bị giết. Tzvetaev dẫn những người sống sót trở lại hàng ngũ của họ.
Theo lệnh của Stalin, Bộ Tư lệnh Tối cao Liên Xô lên kế hoạch tấn công Kiev, lén lút bố trí lại lực lượng của họ. Thành phố được giải phóng. Các nhà lãnh đạo Đồng minh gặp nhau ở Tehran.
- Hướng chủ công (Направление главного удара)

###### Phần 1
Stalin thông báo cho các đồng minh của mình rằng một cuộc tấn công của Liên Xô sẽ diễn ra ngay sau cuộc đổ bộ Normandy. Stavka quyết định tấn công ở Belarus. Orlov dẫn binh lính của mình phụ trách giải cứu y tá Zoia, người khăng khăng đòi sơ tán những người bị thương khỏi chiến trường.
Sau khi kết luận rằng các đầm lầy Belarus có thể vượt qua được, Rokossovsky yêu cầu hướng nỗ lực chính vào Bobruisk và kiên quyết cho đến khi Stalin chấp thuận. Panteleimon Ponomarenko ra lệnh cho du kích Belorussian tấn công tất cả các tuyến đường sắt. Chiến dịch Bagration được khởi động.

###### Phần 2
Liên Xô hành quân đến Bobruisk. Sau đó, họ giải phóng Minsk. Một nhóm sĩ quan Đức cố gắng ám sát Hitler và lên nắm quyền, nhưng không thành công. Churchill rất vui khi biết điều này, lo sợ rằng một nền hòa bình sẽ để lại châu Âu cho Stalin.
Tại Ba Lan, Zawadzki và Berling ngắm sông Bug khi Tập đoàn quân số 1 của Ba Lan băng qua sông, nói rằng họ rất vui khi được trở về nhà.
- Cuộc chiến ở Berlin (Битва за Берлин)

Stalin ra lệnh đẩy nhanh cuộc tấn công Vistula-Oder để giải vây cho quân Đồng minh. Karl Wolff được cử đi đàm phán với người Mỹ.
Zhukov từ chối lệnh chiếm Berlin của Stavka vì sợ bị tấn công vào sườn của mình. Tại Yalta, Stalin thông báo cho Churchill và Roosevelt rằng ông biết về những giao dịch bí mật của họ với kẻ thù. Nói rằng lòng tin là điều quan trọng nhất, anh ta xé bức tranh có Allen Dulles và Wolff. Lực lượng của Zhukov vượt sông Oder và tiếp cận Berlin. Liên Xô bắt được một tay súng bắn tỉa tuổi thiếu niên; họ gửi anh ta cho mẹ anh ta. Xe tăng của Vasilev đâm vào một ngôi nhà. Thủy thủ đoàn dùng bữa vui vẻ với gia đình chủ tàu. Liên Xô và Ba Lan tấn công Tiergarten.
- Trận công kích cuối cùng (Последний штурм)

Tại Berlin, bộ binh của Trung úy Yartsev và khẩu đội của Tzvetaev chiến đấu trên U-Bahn. Khi Hitler ra lệnh ngập các đường hầm, Tzvetaev chết đuối khi giải cứu dân thường.
Đại đội của Đại úy Neustroev được chọn để treo Biểu ngữ Chiến thắng trên đỉnh Reichstag. Sĩ quan Liên Xô được chỉ định đến Führerbunker với tư cách là người điều hành liên lạc cho các cuộc đàm phán về việc Đức đầu hàng. Trong Führerbunker, sau khi cưới Eva Braun, Hitler giết cô rồi tự sát. Tại Reichstag, Dorozhkin bị giết trong trận giao tranh. Cờ chiến thắng giương cao trên mái vòm. Quân đồn trú Berlin đầu hàng vô điều kiện. Bên ngoài Reichstag, Vasiliev, Orlov, Yartsev và vô số lính Hồng quân ăn mừng chiến thắng.

## Diễn viên

### Liên Xô
- Nikolai Olyalin trong vai đại úy pháo binh Tsvetaev.
- Larisa Golubkina trong vai y tá Zoya, vợ chưa cưới của Tsvetaev.
- Vsevolod Sanaev trong vai đại tá Lukin.
- Boris Seidenberg trong vai thiếu tá, tiểu đoàn trưởng Orlov.
- Sergey Nikonenko trong vai sĩ quan phụ tá.
- Mikhail Ulyanov trong vai Georgy Konstantinovich Zhukov: Phó tổng tư lệnh tối cao Liên Xô, Tư lệnh Phương diện quân Belorussia 1
- Vladlen Davydov trong vai Konstantin Konstantinovich Rokossovsky: Tư lệnh các phương diện quân Trung tâm, Byelorussia 1 và Byelorussia 2
- Yury Legkov trong vai Ivan Stepanovich Konev: Tư lệnh các phương diện quân Thảo nguyên, Ukraina 1 và Ukraina 2 (tập 1 và tập 2)
- Vasily Shukshin trong vai Ivan Stepanovich Konev (các tập 3, 4 và 5)
- Yevgeniy Burenkov trong vai Aleksandr Mikhailovich Vasilevsky: Tổng tham mưu trưởng quân đội Liên Xô
- Dmitriy Franko trong vai Pavel Semyonovich Rybalko
- Yury Kamorny trong vai trung úy xe tăng Vasilyev
- Mikhail Nozhkin trong vai trung úy Yartsev
- Valeri Nóik trong vai hạ sĩ hiệu thính viên Dorozhkin trên xe tăng của Vasilyev
- Vladimir Samoilov vào vai đại tá Vladimir Nikolayevich Gromov
- Igor Ozerov trong vai trung úy Leontiev
- Bukhuti Zakariadze trong vai Iosif Vissarionovich Stalin: Tổng tư lệnh tối cao Liên Xô
- Ivan Pereversev trong vai Vasily Ivanovich Chuikov
- Vladislav Strzhelchik trong vai Aleksey Innokent'evich Antonov: Phó Tổng tham mưu trưởng quân đội Liên Xô.
- Anatoly Romashin trong vai Vasili Mitrofanovich Shatilov.
- Nikolai Rybnikov trong vai Mikhail Fyodorovich Panov.
- Vladimir Korenev trong vai Stepan Andreyevich Neustroyev
- Eduard Izotov trong vai Aleksey Prokopyevich Berest
- Sergey Kharchenko trong vai Nikolai Fyodorovich Vatutin: Tư lệnh các phương diện quân Voronezh và Ukraina 1
- Nikolai Rushkovsky trong vai Kirill Semyonovich Moskalenko: Tư lệnh các tập đoàn quân 38, 40
- Konstantine Zabelin trong vai Mikhail Efimovich Katukov: Tư lệnh Tập đoàn quân xe tăng cận vệ 1, (Konstantin Tyrtov lồng tiếng)
- Vladimir Zamanski trong vai Pavel Ivanovich Batov: Tư lệnh Tập đoàn quân 65
- Klyon Protasov trong vai Sergey Matveyevich Shtemenko: Phó tổng tham mưu trưởng quân đội Liên Xô.
- Aleksandr Afanasyev trong vai Dmitry Danilovich Lelyushenko: Tư lệnh Tập đoàn quân xe tăng cận vệ 4
- Aleksey Glazyrin trong vai Panteleymon Kondratyevich Ponomarenko: Bí thư thứ nhất Ban chấp hành Trung ương Đảng Cộng sản Byelorussia.
- Pyotr Glebov trong vai Pavel Alekseyevich Rotmistrov: Tư lệnh tập đoàn quân xe tăng cận vệ 5
- Grigory Mikhailov trong vai Mikhail Sergeyevich Malinin: Tham mưu trưởng Phương diện quân Byelorussia 1
- Pyotr Sherbakov trong vai thiếu tướng Konstantin Fyodorovich Telegin: Ủy viên thứ nhất Hội đồng quân sự Phương diện quân Byelorussia 1
- Roman Tkachuk trong vai Aleksey Epishev.
- Sergey Lyakhnitsky trong vai Semyon Ilyich Bogdanov: Tư lệnh Tập đoàn quân xe tăng cận vệ 2.
- Lev Polyakov trong vai Andrey Antonovich Grechko: Tư lệnh Tập đoàn quân cận vệ 1.
- Aleksandr Smirnov trong vai tướng Mikhail Barsukov.
- Viktor Bortsov trong vai trung tướng xe tăng Grigoriy Oriol, chỉ huy các lực lượng tăng thiết giáp của Phương diện quân Byelorussia 1
- Vyacheslav Voronin trong vai tướng Aleksey Burdeinyi: Tư lệnh Quân đoàn xe tăng cận vệ 2.
- Valery Karen trong vai tướng Ivan Khristoforovich Bagramyan: Tư lệnh Phương diện quân Pribatic 1
- Victor Baykov trong vai Vyacheslav Molotov: Bộ trưởng dân ủy ngoại giao Liên Xô
- Nikolai Bogolyubov trong vai nguyên soái Kliment Yefremovich Voroshilov Đại diện STAVKA tại mặt trận.
- Victor Avdiushko vào vai thiếu tá Maximov.
- Vladimir Gerasimov trong vai trung úy Kruglikov.
- Mikhail Gluzsky trong vai trung sĩ Ryazhentsev.
- Nikolai Eryomenko trong vai nguyên soái Josip Broz Tito, Tổng tư lệnh Quân đội giải phóng nhân dân Nam Tư.
- Pyotr Lyubeshkin trong vai trung tá Korkin
- Ivan Mikolaichuk trong vai Savchuk.
- Roman Khomiatov trong vai phiên dịch viên người Đức trong vụ bắn Maximov.
- Aleksey Alexeyev trong vai Vasily Ivanovich Kuznetsov
- Vadim Grachev trong vai đại tá Anatoly Golubov
- Yury Martynov trong vai phi công phụ của Gromov
- Yuri Pomerantsev trong vai Andrey Andreyevich Vlasov.
- Mikhail Postnikov trong vai Vasily Danilovich Sokolovsky, Tham mưu trưởng Phương diện quân Byelorussia 1
- Aleksey Presnetsov trong vai Sergey Ignatyevich Rudenko, Tư lệnh tập đoàn quân không quân 8.
- Olev Eskola trong vai Arthur von Christman.
- Anatoly Kuznetsov trong vai Georgy Nefyodovich Zakharov, Tư lệnh Phương diện quân Byelorussia 2
- Nikolai Lebedev trong vai Stepan Akimovich Krasovskiy, Tư lệnh tập đoàn quân không quân 2.
- Georgy Tusuzov trong vai Vua Ý Victor Emmanuel III.
- Yulia Dioshi trong vai Magda Göbbels, vợ Paul Joseph Göbbels
- Yury Durov trong vai Winston Churchill
- Elizaveta Alekseyeva trong vai Eleanor Roosevelt, phu nhân tổng thống Hoa Kỳ Franklin D. Roosevelt
- Aleksandr Barushnoy trong vai Alan Fransis Bruk
- Leonid Dovlatov trong vai trung tướng Sergei Fyodorrovich Galadzhev (trong bảng kê nhân vật trên phim viết nhầm là L. Davlatov)
- Nikolai Simkin trong vai trung tướng Sidorenko.
- Victor Shakhov trong vai chiến sĩ lái xe tăng Gorokhov.
- Yosif Gogichaishvili trong vai Yakov Dzhugashvili, con trai Iosif Vissarionovich Stalin.
- Vladimir Razumovsky trong vai trung úy phi công Zaitsev của Trung đoàn "Normandy"
- Lev Prygunov trong vai phi công Jacques "Romashka" của Trung đoàn Normandy-Niemen.
- Irene Azer trong vai hiệu thính viên Tanya.
- Aleksandr Kuznetsov trong vai chủ quán "Gulya" (mật danh).
- Georgy Burkov trong vai trung sĩ.
- Yuri Nazarov trong vai lính của ROA bị Sashko bắt.
- Yuri Dubrovin trong vai người liên lạc của Leontyev.
- Yevgeny Shutov trong vai chỉ huy du kích (tập 3) và lính của tiểu đoàn Neustroyev (tập 5).
- Bolot Beyshenalyev trong vai thợ sửa chữa xe tăng Vasilyev.
- Valentin Grachyov trong vai hiệu thính viên Leontyev
- Vladimir Protasenko trong vai sĩ quan phụ tá của tướng N. F. Vatutin
- Ingrid Andrina trong vai người phụ nữ Đức nói chuyện với trung úy Vasilyev
- Tynu Aav trong vai sĩ quan Đức tại trại tập trung
- Mikhail Kokshenov trong vai khẩu đọi trưởng dưới quyền Tsvetaev
- Yuri Kireyev trong vai y tá
- Yuri Bogolyubov trong vai phiên dịch cho Molotov tại Tehran
- German Kachin trong vai thợ nhiếp ảnh tại tiểu đoàn Neustroev.
- Vladimir Kashpur trong vai lính thông tin.
- Leonid Kuravlev trong vai người dẫn dường đến hầm của Hitler.
- Nikolai Smorchkov trong vai trung đội trưởng.
- Viktor Ural trong vai liên lạc viên.
- Konstantine Tyrtov trong vai sĩ quan tham mưu của Phương diện quân Voronezh
- Olga Prokhorova trong vai phụ nữ Đức tại một căn hộ ở Berlin.
- Yuri Leonidov trong vai thiếu tá, tiểu đoàn trưởng bộ binh trong tập đoàn quân của Rybalko.
- Voldemārs Akurāters (Latvia) trong vai đại úy Hoa Kỳ William F Steward.
- Bruno Vernerovich Oja (Estonia), German Apitin, Yevgeny Vlasov, Yuri Emelyanov, Vasily Zaporozhets, Yuri Kozlovsky, Ervin Ervinovich Knaysmyuller trong vai chiến sĩ.
- Lev Lobov trong vai đại tá Fyodor Matveyevich Zinchenko.
- Sergey Malyshevsky trong vai sĩ quan phụ tá của Vatutin (tập 3).
- Georgy Rybakov trong vai sĩ quan phụ tá của Chuikov
- Georgy Kharabade trong vai hạ sĩ Meliton Varlamovich Kantarya, người cắm cờ lên nóc nhà Quốc hội Đức.
- Genady Kraseninikov trong vai thượng sĩ trinh sát Mikhail Alekseyevich Yegorov, người cùng với hạ sĩ Meliton Varlamovich Kantarya cắm cờ lên nóc nhà Quốc hội Đức.

### CHDC Đức
- Fritz Diez trong vai Adolf Hitler.
- Erich Thiede trong vai thống chế SS Heinrich Himmler.
- Horst Giese trong vai kỹ sư trại giam (tập 1) và Joseph Goebbels (các tập 3, 5)
- Hannjo Hasse trong vai thống chế von Kluge.
- Gerd Michael Henneberg trong vai thống chế Keitel.
- Kurt Wetzel trong vai thống chế Hermann Göring.
- Joachim Pape trong vai Martin Bormann, Tổng thư ký Đảng Quốc xã.
- Erich Gerberding trong vai thống chế Ernst Busch.
- Angelika Waller trong vai Eva Braun, vợ của Hitler.
- Hans-Hartmut Krüger Lưu trữ ngày 13 tháng 9 năm 2016 tại Wayback Machine trong vai tướng Krebs.
- Werner Wieland trong vai tướng Beck.
- Otto Dierichs trong vai thống chế von Witzleben.
- Peter Sturm trong vai thượng tướng Walter Model.
- Herbert Körbs trong vai thượng tướng Heinz Guderian
- Alfred Struwe trong vai đại tá Claus Schenk von Stauffenberg.
- Siegfried Weiß trong vai thống chế von Manstein.
- Peter Marks trong vai Theodor Busse, tham mưu trưởng của Walter Model.
- Fred Mar trong vai tướng Sepp Dietrich.
- Werner Dissel trong vai tướng Jodl.
- Rolf Ripperger trong vai tướng Heusinger.
- Fred Alexander trong vai Elyesa Bazna, trưởng lưới tình báo "Siseron" của Liên Xô.
- Sepp Klose trong vai thượng tướng SS Karl Wolf
- Wilfried Ortmann trong vai tướng Olbricht.
- Hans-Edgar Stecher trong vai Werner von Haeften.
- Paul Berndt trong vai đại tá von Quirnheim (tập 3) và Arthur Axmann (tập 5).
- Henrich Köhn trong vai thiếu tá Remer
- Horst Gill trong vai Otto Günsche.
- Otto Busse trong vai đại úy Heinz Linge
- Martha Beschort-Diez trong vai bà cụ ở Berlin.
- Hans-Ulrich Laufer trong vai tướng Gustav Schmidt, tư lệnh Sư đoàn xe tăng 19.
- Max Bernhardt trong vai tiến sĩ Carl Goerdeler.
- Ernst Fritz-Fechner trong vai đại tá Heinz Brandt
- Regina Beyer trong vai Nina von Stauffenberg, thư ký của Goebbels.
- Gert Hänsch trong vai tướng Weidling.
- Georg-Michael Wagner trong vai Walter Wagner, công chứng viên trong vụ kết hôn giữa Hitler và Braun.
- Günther Polensen trong vai linh mục.
- Ingolf Gorges trong vai lính Đức bị Tsvetayev bắt trong ga tàu điện ngầm.
- Ernst-Georg Schwill trong vai chỉ huy lực lượng SS tại căn cứ Rastenburg.
- Willi Schrade trong vai trung úy Heurich.
- Gerd Steiger trong vai Willie, một người Đức chống phát xít.

### Ba Lan
- Jan Englert as Jan Wolny, Vasilev's tank gunner.
- Stanisław Jaśkiewicz as Franklin Delano Roosevelt.
- Michał Adamczewski as SS officer in the Lapanka.
- Adam Perzyk as whistling German officer.
- Cezary Julski as drunken German officer.
- Daniel Olbrychski as Henryk Dąbrowski, jockey(film II)/Poruchik(film IV).
- Barbara Brylska as Helena.
- Wieńczysław Gliński as 'Blacksmith', resistance member.
- Ignacy Machowski as stableman.
- Tadeusz Schmidt as General Zygmunt Berling.
- Maciej Nowakowski as Alexander Zawadzki.
- Franciszek Pieczka as Sergeant Pelka.

### Ý
- Ivo Garrani as Benito Mussolini.

### Romania
- Florin Piersic as Otto Skorzeny.